# Vụ hỏa hoạn Bảo tàng quốc gia Brasil
Một đám cháy lớn nổ ra tại  Paço de São Cristóvão, nơi có Bảo tàng quốc gia Brasil 200 năm tuổi của Brazil, ở Rio de Janeiro, vào ngày 2 tháng 9 năm 2018, vào khoảng 19:30 giờ địa phương (22:30 UTC ngày 2 tháng 9). Phản ứng với sự mất mát văn hóa đã nhanh chóng, khi bảo tàng chứa hơn 20 triệu vật phẩm; Tổng thống Brasil Michel Temer gọi đây là sự mất di sản lịch sử và văn hóa "không thể tính được". Nguyên nhân của hỏa hoạn vẫn chưa được xác định. Không có thương tích hoặc tử vong nào được báo cáo.

## Thông tin chung

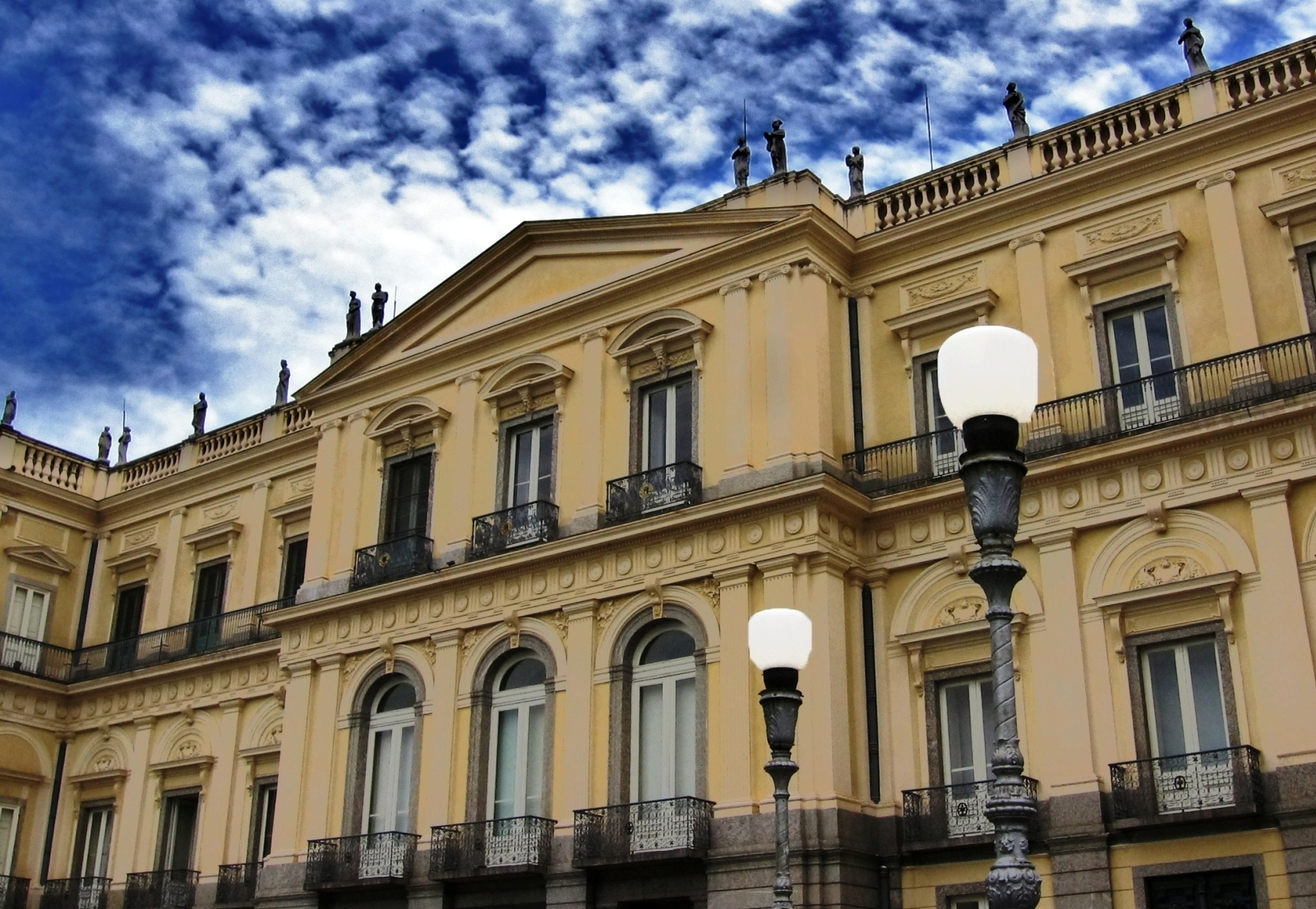
Bảo tàng Quốc gia xây dựng vào năm 2004.

Bảo tàng quốc gia Brasil là nơi lưu giữ khoảng hơn 20 triệu hiện vật thuộc nhiều bộ sưu tập khác nhau, trong đó có hàng nghìn hiện vật liên quan tới lịch sử của Brasil và các quốc gia khác, trong đó có các hiện vật của người Ai Cập cổ đại. Bảo tàng này mới kỷ niệm 200 năm tuổi hồi tháng 6 năm 2018. 
Tòa nhà bảo tàng, nằm ở công viên Quinta da Boa Vista, trong cung điện São Cristóvāo xây dựng từ đầu thế kỷ 19, khi cung điện được tặng cho gia đình hoàng gia Bồ Đào Nha và hoàng gia Bồ Đào Nha đã cải tạo nó thành tòa nhà lớn này. Sau đó, đó là nơi cư trú của các hoàng đế Pedro I và Pedro II, cho đến khi đất nước trở thành một nước cộng hòa. Bảo tàng sau đó đã thay thế vai trò cung điện vào năm 1892.
Với việc cắt giảm ngân sách liên tục kể từ năm 2014, bảo tàng đã không nhận được 520.000 real Brasil mỗi năm cần thiết để bảo trì. Trong năm 2015, bảo tàng đóng cửa tạm thời khi dịch vụ lau chùi và thuê nhân viên an ninh không thể thanh toán được. Việc sửa chữa một phòng triển lãm phổ biến phải được huy động vốn cộng đồng, và đến năm 2018 ngân sách bảo trì đã bị cắt giảm 90%.
Trước vụ hỏa hoạn, có những dấu hiệu xuống cấp có thể nhìn thấy, chẳng hạn như các bức tường bóc vỏ và các dây tiếp xúc. Bảo tàng tổ chức lễ kỷ niệm lần thứ 200 vào tháng 6 năm 2018 trong một tình huống bỏ rơi một phần, không có các bộ trưởng nhà nước tham dự.
Phó giám đốc bảo tàng, Luiz Fernando Dias Daniel, chỉ ra sự bỏ bê của các chính phủ kế tiếp, nói rằng "Trong nhiều năm [các nhà quản lý] đã đấu tranh với các chính phủ khác nhau để có đủ nguồn lực để bảo tồn những gì hiện đang bị phá hủy hoàn toàn. Anh ấy nói rằng anh ấy cảm thấy "hoàn toàn mất tinh thần và giận dữ to lớn".
Vào thời điểm lửa, bộ sưu tập do bảo tàng tổ chức được tính là hơn 20 triệu chiếc trải dài hơn 11.000 năm lịch sử quốc tế. Nó chứa đựng các hiện vật quan trọng từ toàn bộ lịch sử Brazil, bao gồm cả những thứ "đã giúp xác định danh tính dân tộc".

## Vụ hỏa hoạn

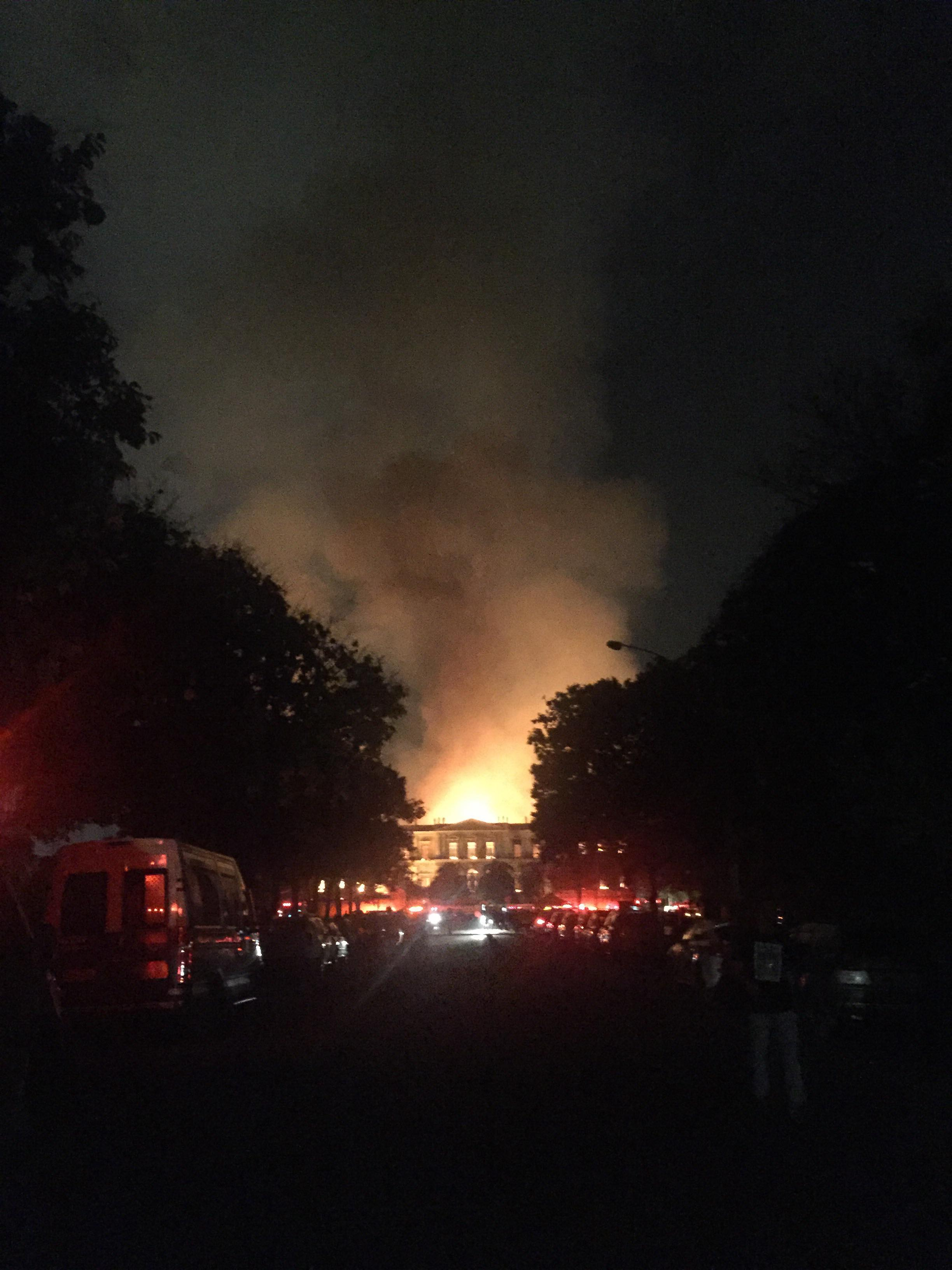
Bảo tàng có thể được nhìn thấy cháy từ xa.

Ngay sau khi đóng cửa vào ngày 2 tháng 9 năm 2018, một đám cháy lớn nổ ra, vươn tới cả ba tầng của tòa nhà Bảo tàng quốc gia. Nhân viên cứu hỏa được gọi vào lúc 19:30 giờ địa phương, họ nhanh chóng đến hiện trường. Tuy nhiên, trưởng phòng cháy báo cáo rằng hai vòi cứu hỏa gần với bảo tàng không có nước và xe tải phải được gửi đến một hồ gần đó.
Một phát ngôn viên của sở cứu hỏa nói với báo chí rằng các đội cứu hỏa đã đi vào bên trong tòa nhà đang cháy, mặc dù không có người bên trong, để giải cứu hiện vật. Được hỗ trợ bởi nhân viên bảo tàng, họ "đã có thể di chuyển ra rất nhiều thứ từ bên trong".
Ngọn lửa đã mất kiểm soát trước 21:00 (00:00 UTC ngày 03 tháng 9), với ngọn lửa lớn và các vụ nổ không thường xuyên, đang được các nhân viên cứu hỏa từ bốn khu vực chống chọi.  Hàng chục người đã đến Quinta da Boa Vista để xem vụ hỏa hoạn. Một nhóm chuyên gia cứu hỏa đã vào tòa nhà lúc 21:15 để cố chặn các khu vực vẫn không bị ngọn lửa lan tới, và để đánh giá mức độ thiệt hại. Tuy nhiên, đến 21:30, toàn bộ tòa nhà đã bị chìm bởi ngọn lửa, bao gồm cả triển lãm các phòng Hoàng đế ở hai khu vực ở phía trước tòa nhà chính. Bốn nhân viên bảo vệ đang làm nhiệm vụ tại bảo tàng đã trốn thoát; không có báo cáo về thương vong.

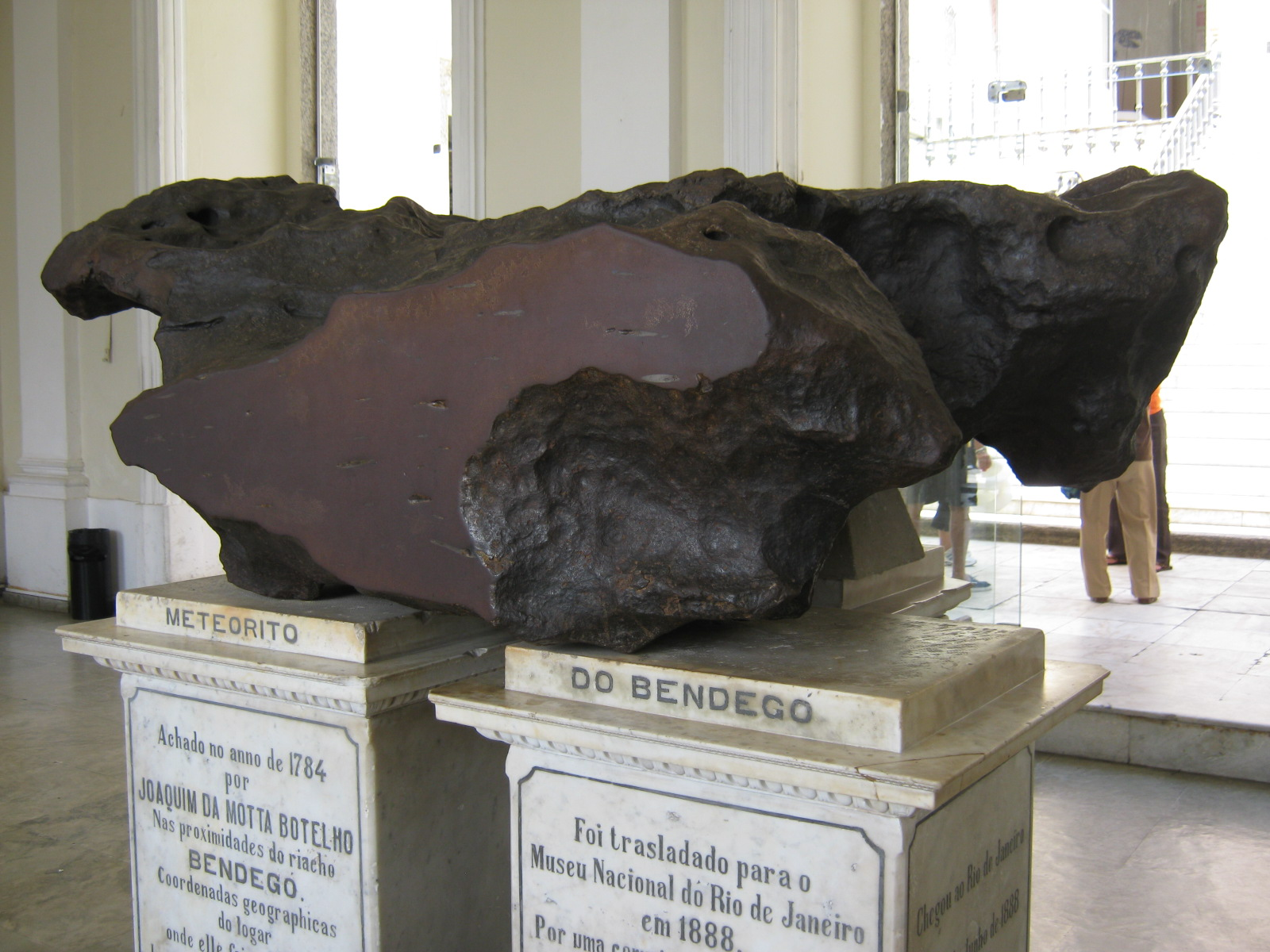
Mảnh thiên thạch Bendegó, một trong những hiện vật còn lại sau hỏa hoạn

Nhân viên cứu hỏa của ba khu vực đã chiến đấu với lửa vào 21:45. Hai động cơ cứu hỏa có thang turntable đã được sử dụng, với hai xe tải nước thay phiên nhau để cung cấp nước.
Vào lúc 22:00 (01:00 UTC ngày 3 tháng 9), hàng chục nhân viên bảo tàng đã tham gia vào cuộc chiến chống lại ngọn lửa. Hai tầng của tòa nhà đã bị phá hủy bởi thời gian này, và mái nhà đã sụp đổ. Theo Edson Vargas da Silva, một thủ thư và một nhân viên trong 43 năm tại bảo tàng, "[t] ở đây là quá nhiều giấy, sàn gỗ, quá nhiều thứ mà đốt cháy nhanh chóng." 
Trước khi một cuộc điều tra về nguyên nhân bắt đầu, Bộ trưởng Bộ Văn hóa Brazil Sergio Leitao cho rằng có thể do lỗi chập điện hoặc đèn trời, phổ biến ở Brasil, vô tình hạ xuống tòa nhà.